# Euphorbia conspicua
Euphorbia conspicua är en törelväxtart som beskrevs av Nicholas Edward Brown. Euphorbia conspicua ingår i släktet törlar, och familjen törelväxter. Inga underarter finns listade i Catalogue of Life.